# Une femme du monde
Pour plus de détails, voir Fiche technique et Distribution.
Une femme du monde est un film dramatique français réalisé par Cécile Ducrocq et sorti en 2021.

## Synopsis
À Strasbourg, Marie se prostitue en indépendante depuis vingt ans. Elle a son bout de trottoir, ses habitués, sa liberté, même si les affaires sont devenues difficiles depuis l'entrée en vigueur d'une loi française pénalisant les clients de prostitués. Elle élève seule son fils unique, Adrien, 17 ans qui rêve de devenir chef cuisinier. Pour assurer son avenir, Marie veut lui offrir des études dans une prestigieuse école hôtelière privée. Mais les frais d'inscription sont de 9 000 €, ce qui est une somme considérable que Marie n'a pas. Il lui faut de l'argent, et vite, car elle doit absolument régler ces frais d'inscription avant la rentrée scolaire, sinon son fils perd sa place dans cette école réputée. Elle va alors franchir la frontière pour se faire recruter dans un lupanar en Allemagne, pays où la prostitution est légale et encadrée. Elle y découvre des conditions de travail très différentes par rapport à ce qu'elle connaissait en France, néanmoins ses galères financières persistent ...

## Fiche technique
- Titre original : Une femme du monde
- Réalisation : Cécile Ducrocq
- Scénario : Cécile Ducrocq
- Musique : Julie Roué, reprise de la chanson Vancouver de Véronique Sanson
- Décors : Catherine Cosme
- Costumes : Ariane Daurat
- Photographie : Noé Bach
- Montage : Sophie Reine
- Production : Stéphanie Bermann et Alexis Dulguerian
- Sociétés de production : Domino Films, Année Zéro et France 2 Cinéma
- Société de distribution : Tandem
- Pays de production :  France
- Langue originale : français
- Format : couleur — 2,35:1
- Genre : Drame
- Durée : 95 minutes
- Dates de sortie :
  - France : 
    - 6 septembre 2021 (Deauville)
    - 8 décembre 2021 (au cinéma)
- Classification :
  - France : Tout public avec avertissement lors de sa sortie en salles mais déconseillé aux moins de 12 ans à la télévision.

## Distribution
- Laure Calamy : Marie
- Nissim Renard : Adrien
- Béatrice Facquer : Camille
- Romain Brau : l’avocat
- Diana Korudzhiyska : Tatiana
- Amlan Larcher : Awa
- Valentina Papic : Encarna
- Corneliu Dragomirescu : Gustav
- Sam Louwyck : Bruno
- Mélissa Guers : Sofia

## Distinction

### Nomination
- César 2022 : Meilleure actrice pour Laure Calamy